# Gnoma longicollis
Gnoma longicollis är en skalbaggsart som först beskrevs av Fabricius 1787.  Gnoma longicollis ingår i släktet Gnoma och familjen långhorningar. Inga underarter finns listade i Catalogue of Life.